# Pineda de la Manyosa
La pineda de la Manyosa és un bosc de la comarca del Moianès situat en el terme municipal de Castellterçol.
Està situat a l'extrem oriental del terme, a prop del triterme amb Granera i Monistrol de Calders. És a llevant del Turó de Cisnolla i al nord de la masia de la Manyosa, a l'esquerra de la riera del Marcet i del torrent de la Manyosa.